# 威廉·赫勒尔德
威廉·赫勒尔德（英語：William Herald，1900年4月28日—1976年2月13日），澳大利亚男子游泳运动员。他曾代表澳大利亚参加1920年夏季奥林匹克运动会游泳比赛，获得男子4×200米自由泳接力银牌和男子100米自由泳第4名。